# Monclar-sur-Losse
Monclar-sur-Losse (gaskognisch: Montclar sus l’Òssa) ist eine französische Gemeinde mit 111 Einwohnern (Stand 1. Januar 2022) im Département Gers in der Region Okzitanien (bis 2015 Midi-Pyrénées). Sie gehört zum Arrondissement Mirande und zum Gemeindeverband Cœur d’Astarac en Gascogne. Die Bewohner nennen sich Monclarais/Monclaraises.

## Geografie
Monclar-sur-Losse liegt rund sechs Kilometer westnordwestlich von Mirande und 24 Kilometer südwestlich von Auch im Süden des Départements Gers. Die Gemeinde besteht aus Weilern, zahlreichen Streusiedlungen und Einzelgehöften. Der Fluss Osse durchquert die Gemeinde in nördlicher Richtung.
Nachbargemeinden sind Montesquiou im Norden, Mirande im Nordosten, Saint-Martin im Osten und Südosten, Saint-Maur im Süden, Bars im Südwesten sowie Pouylebon im Westen.

## Bevölkerungsentwicklung
| Jahr                       | 1793 | 1821 | 1962 | 1968 | 1975 | 1982 | 1990 | 1999 | 2006 | 2011 | 2016 |
| Einwohner                  | 307  | 337  | 141  | 118  | 113  | 126  | 125  | 102  | 130  | 111  | 104  |
| Quellen: Cassini und INSEE |      |      |      |      |      |      |      |      |      |      |      |